# Tachyporinae
Tachyporinae (лат.) — подсемейство жуков-стафилинид. Встречаются повсеместно. Более 1000 видов (без бывшей трибы Mycetoporini, которая в 2021 году была выделена в отдельное подсемейство Mycetoporinae). Многие виды встречаются в грибах и навозе, также известны мирмекофилы и термитофилы.

## Описание
Малые и средние по размеру (2—12 мм) и, как правило, гладкие и блестящие жуки. Тело слегка сплюснутое. Окраска пёстрая (присутствуют красный, жёлтый, чёрный, и коричневый цвета). Голова сравнительно небольшая и округлая, антенны длинные и обычно утолщённые на конце. Переднеспинка большая и округлая, как правило, глянцевая, часто с мелкими пунктировками-точками. Ноги относительно короткие и обычно жёлтые или красноватые. Многие виды встречаются в грибах и навозе. Личинки и имаго поедают грибных комаров и других обитающих там личинок двукрылых насекомых.

### Мирмекофилия
Некоторые роды мирмекофилы, например, Vatesus ассоциированы с кочевыми муравьями рода Eciton. Жуки Vatesus хорошо приспособлены к симбиозу с этими муравьями, поскольку их размножение и личиночное развитие синхронизированы со стереотипными репродуктивными и поведенческими циклами колоний хозяев. Также известна ассоциация с муравьями рода Cheliomyrmex.

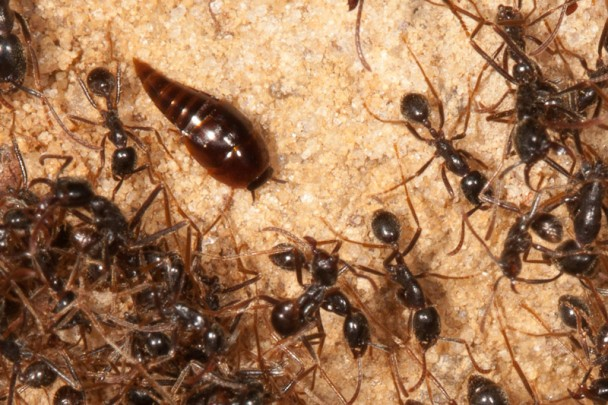
Жук Vatesus и муравьи

## Палеонтология
Древнейшие представители подсемейства были найдены в юрских отложениях Китая и Казахстана. Также подсемейство известно из бирманского янтаря.

## Систематика
Согласно Лоуренсу и Ньютону (Lawrence, Newton, 1995), входит в состав Tachyporine-группы семейства Staphylinidae: Phloeocharinae, Olisthaerinae, Tachyporinae, Trichophyinae, Habrocerinae, Aleocharinae.
В 2021 году проведена реклассификация подсемейства, оставлено 4 трибы и 2 подтрибы, 36 родов (7 ископаемых) и 1194 видов (18 ископаемых). В новом составе Tachyporinae: триба Tachyporini (8 родов, 510 видов, подтрибы Tachyporina и Euconosomatina), Vatesini (10 родов, 290 видов), Deropini (1 род, 20 видов) и Tachinusini (15 родов, 371 вид; = Megarthropsini). Бывшая триба Mycetoporini была выделена в отдельное подсемейство Mycetoporinae Thomson, 1859 (444 вида, 16 родов, включая 4 ископаемых рода).
- Триба Deropini Smetana 1983
  - Derops — 20 видов[1]
- Триба Tachinusini Fleming, 1821
  - Austrotachinus
  - Lacvietina (из Megarthropsini[11])
  - Leucotachinus
  - Megarthropsis (из Megarthropsini)
  - Nepaliodes (из Megarthropsini)
  - Nitidotachinus
  - Peitawopsis (из Megarthropsini)
  - Pseudotachinus
  - Tachinomorphus
  - Tachinoplesius
  - Tachinus
- Триба Tachyporini MacLeay, 1825
  - Cilea Jacquelin du Val, 1856
  - Coproporus Kraatz, 1858 — 229 видов[1]
  - Lamprinodes Luze, 1901
  - Lamprinus Heer, 1839
  - Palporus (бывший подрод Tachyporus)[1]
  - Sepedophilus Gistel, 1856 (=Urolitus) — 360 видов[1]
  - Tachinus Gravenhorst, 1802 — 273 видов[1]
  - Tachyporus Gravenhorst, 1802 (=†Mesotachyporus) — 136 видов[1]
  - †Hesterniasca lata
- Триба Vatesini Seevers, 1958
  - Cilea Jacquelin du Val, 1856
  - Cileoporus Campbell, 1994
  - Coproporus Kraatz, 1857
  - Coprotachinus Cameron, 1933
  - Mimocyptus Cameron, 1919
  - Tachinoporus Cameron, 1928
  - Tachinoproporus Cameron, 1928
  - Termitoplus Silvestri, 1946
  - Vatesus Sharp, 1876

В 2021 году на основе трибы Mycetoporini (ранее входившей в Tachyporinae) образовано новое подсемейство Mycetoporinae Thomson, 1859 в которое включены 16 родов (4 ископаемых) и 444 видов (10 ископаемых).
- Триба Mycetoporini Thomson, 1859 (= Bolitobiini Horn, 1877)
  - Bolitobius Samouelle, 1819
  - Bryophacis Reitter, 1857
  - Bryoporus Kraatz, 1857
  - Canariobolitobius Schülke, 2004
  - Carphacis Des Gozis, 1886
  - Ischnosoma Stephens, 1829
  - Lordithon Thomson, 1859
  - Mycetoporus Mannerheim, 1830
  - Parabolitobius Li, Zhao & Sakai, 2000